# Why Can’t I Have You
Why Can’t I Have You (с англ. — «Почему Тебя у Меня Нет») — восемнадцатый в общем и пятый с альбома Heartbeat City сингл американской рок-группы The Cars, вышедший 7 января 1985 года на лейбле Elektra Records.

## О песне
Песня, написанная Риком Окасеком, представляет собой пышную балладу.
Cashbox дал рецензию на сингл, сказав, что "это капризное произведение своеобразного американского синти-попа в чистом виде от Рика Окасека: ломаная романтическая лирика, угловатое музыкальное сопровождение и несколько мелодичных хуков".
Несмотря на то, что он не попал в топ-20, как его четыре предшественника, "Why Can’t I Have You" сумел достичь 33-го места в Billboard Hot 100, а также 11-го места в чарте Top Rock Tracks. Песня стала последним синглом с альбома Heartbeat City, выпущенным в Соединённых Штатах; однако в Соединённом Королевстве шестой сингл, "Heartbeat City", был выпущен после "Why Can’t I Have You".

## Список композиций

### 7" Сингл США
Слова и музыка всех песен — , а также вокал Рик Окасек.
| №  | Название                                                    | Длительность |
| -- | ----------------------------------------------------------- | ------------ |
| 1. | «Why Can’t I Have You» (с англ. — «Почему Тебя у Меня Нет») | 3:49         |

| №  | Название                               | Длительность |
| -- | -------------------------------------- | ------------ |
| 1. | «Breakaway» (с англ. — «Отколовшийся») | 3:49         |

### 7" Сингл Европа
| №  | Название                                                    | Длительность |
| -- | ----------------------------------------------------------- | ------------ |
| 1. | «Why Can’t I Have You» (с англ. — «Почему Тебя у Меня Нет») | 4:04         |

| №  | Название                                         | Длительность |
| -- | ------------------------------------------------ | ------------ |
| 1. | «Heartbeat City» (с англ. — «Город Серцебиения») | 4:31         |

### 12" Сингл Англия
| №  | Название                                                    | Длительность |
| -- | ----------------------------------------------------------- | ------------ |
| 1. | «Why Can’t I Have You» (с англ. — «Почему Тебя у Меня Нет») | 4:04         |

| №  | Название                                         | Длительность |
| -- | ------------------------------------------------ | ------------ |
| 1. | «Hello Again» (Remix)                            | 5:54         |
| 2. | «Heartbeat City» (с англ. — «Город Серцебиения») | 4:31         |

### 12" Сингл Германия
| №  | Название                                                    | Длительность |
| -- | ----------------------------------------------------------- | ------------ |
| 1. | «Why Can’t I Have You» (с англ. — «Почему Тебя у Меня Нет») | 4:04         |

| №  | Название                               | Длительность |
| -- | -------------------------------------- | ------------ |
| 1. | «Breakaway» (с англ. — «Отколовшийся») | 3:49         |
| 2. | «Shake It Up» (с англ. — «Встряхнись») | 3:32         |

## Участники записи
- Рик Окасек — вокал, ритм-гитара
- Бен Орр — бас-гитара, бэк-вокал
- Эллиот Истон — соло-гитара, бэк-вокал
- Грег Хоукс — клавишные, бэк-вокал, Fairlight CMI программирование (Why Can’t I Have You, Breakaway, Heartbeat City, Hello Again)
- Дэвид Робинсон — ударные, Fairlight CMI программирование (Why Can’t I Have You, Breakaway, Heartbeat City, Hello Again)

## Чарты
| Чарт (1985)                     | Наивысшая позиция |
| ------------------------------- | ----------------- |
| Канада (RPM Top Singles)        | 90                |
| США (Billboard Hot 100)         | 33                |
| США (Billboard Mainstream Rock) | 11                |
| US Cash Box Top 100 Singles     | 34                |